# Santiago de Tolú
Santiago de Tolú, spesso semplicemente Tolú, è un comune della Colombia facente parte del dipartimento di Sucre.
L'abitato venne fondato da Alonso de Heredia nel 1535.